# رمزگیت، نیو ساوت ولز
رمزگیت (به انگلیسی: Ramsgate) یک حومه شهر در استرالیا است که در نیو ساوت ولز واقع شده‌است.